# Laissez-faire
Laissez-faire [lɛseˈfɛʀ] (eigentlich französisch laissez-faire, laissez-aller [lɛseˈfɛːr, lɛˈseaˈle:] oder laissez-faire, laissez-passer [- -, - paˈseː] = „lassen Sie machen, lassen Sie laufen“) ist ein französischsprachiger Phraseologismus. Er dient insbesondere als Schlagwort des Wirtschaftsliberalismus des 19. Jahrhunderts für eine von staatlichen Eingriffen freie Wirtschaft sowie als Schlagwort für das Gewährenlassen, für die Nichteinmischung etwa in der Kindererziehung und setzt damit bewusst auf den Verzicht von Regulation, Grenzen oder Vorgaben. Diese Geisteshaltung wird oft mit dem Liberalismus und Libertarismus in Verbindung gebracht und steht in Gegensatz zu Haltungen und Konzepten des Etatismus.

## Herkunft
Die Empfehlung Tant qu’on laisse faire la nature („Man lasse die Natur machen“) findet sich 1707 in einer Denkschrift von Pierre Le Pesant de Boisguilbert. Laissez-nous faire („Lassen Sie uns machen“) ist die Antwort des Kaufmanns Legendre an Colbert auf dessen Frage: „Was kann man machen, um Ihnen zu helfen?“ Die Maxime laissez faire erscheint 1751 während des Zeitalters der Physiokratie bei René Louis d’Argenson, und Anne Robert Jacques Turgot schrieb 1759 laissez faire, laissez passer Vincent de Gournay zu. In allen Fällen handelt es sich um Aufrufe an die Staatsmacht, nicht in wirtschaftliche Vorgänge zu intervenieren. Mit dem Motto Laissez faire et laissez passer („Lassen Sie machen und lassen Sie passieren“) forderten die französischen Physiokraten Gewerbefreiheit und Freihandel statt der damals vorherrschenden Politik des Merkantilismus. Das Schlagwort brachte die „natürliche Ordnung“ (französisch ordre naturel) der Physiokraten von Freiheit, Wettbewerb und Privateigentum am besten zum Ausdruck.
Meyers Großes Konversations-Lexikon definierte 1908 Laissez aller folgendermaßen:

„Laissez aller (franz., spr. lässē allë, oder auch laissez faire, laissez passer, „laß gehen“, nämlich die Welt, wie sie eben geht), eine Formel, für deren Urheber der Physiokrat Gournay gilt, die sich aber schon früher findet. Zuerst soll sie in einer Versammlung von Kaufleuten, die Colbert zwecks Beratung von Mitteln zur Förderung des Handels zusammenberufen hatte, gebraucht worden sein, indem ein Vertreter, Legendre, auf die Frage nach solchen Mitteln die Antwort gegeben haben soll: Laissez nous faire. Die Formel laissez faire kommt zuerst 1751 in einer Abhandlung des Marquis d’Argenson im ‚Journal économique‘ vor. Der Sinn dieses Wortes geht dahin, daß bei freier Konkurrenz ohne staatliche Einmischung dem Interesse der Gesamtheit am vollständigsten gedient werde. Ihre Zurückführung auf einen Physiokraten ist insofern berechtigt, als das Physiokratische System (s. d.) in entschiedener Weise die Forderung nach Beseitigung der damaligen Beschränkungen in Handel und Gewerbe und nach Gewährung voller Verkehrsfreiheit aufstellte. Vgl. A. Oncken, Die Maxime Laissez faire et laissez passer, ihr Ursprung etc. (Bern 1886) und Geschichte der Nationalökonomie, Bd. 1 (Leipz. 1902).“

## Verwendung

### Wirtschaftswissenschaften
Unter dem Einfluss der klassischen Ökonomen wurde Laissez-faire zu einem wirtschaftspolitischen Leitbild, das auf Freiräume für die private Eigeninitiative setzte und die Rolle des Staates auf das Notwendigste zu beschränken suchte. Adam Smith, Begründer der klassischen Nationalökonomie, hat diese Wendung jedoch nur selten benutzt; sie stimmt mit seinem Menschenbild auch schlecht überein.
Laissez-faire ist eine Bezeichnung für eine extreme Form des Liberalismus (Manchesterliberalismus), der zufolge der Staat die ökonomische Entwicklung und den Wohlstand der Bevölkerung am besten fördert, indem er nicht in das wirtschaftliche Geschehen eingreift. Eine an den Prinzipien des Laissez-faire orientierte Wirtschaftspolitik wurde insbesondere im 19. Jahrhundert in Westeuropa und den USA betrieben. Die Epoche des Laissez-faire war geprägt von einem expansiven Welthandel, sprunghaftem Wachstum der Industrie, bedeutenden Produktivitätsfortschritten in der Landwirtschaft und steigendem Wohlstand in den Industrienationen, andererseits aber auch von Wirtschaftskrisen und der Ausbeutung und Verelendung der Arbeiter. Sie endete – auch wenn vorher schon ein Trend zu einem moderaten Staatsinterventionismus und zu einer Schutzzollpolitik zu verzeichnen war – erst mit dem Ausbruch des Ersten Weltkriegs.
Prominente Gegner waren unter anderem Ferdinand Lassalle, der den angewandten Laissez-faire-Liberalismus als „Nachtwächterstaat“ bezeichnete, John Maynard Keynes, der 1926 die Schrift Das Ende des Laissez-Faire veröffentlichte, und Alexander Rüstow, der dem Laissez-faire-Liberalismus unter anderem seine Werke Versagen des Wirtschaftsliberalismus und Die Religion der Marktwirtschaft widmete.
Eine Zeit lang gab es nur wenige Vertreter eines Laissez-faire-Liberalismus; von verschiedenen Neoliberalen wurden sie zuweilen als „altliberal“ bzw. „paläoliberal“ bezeichnet.
Ludwig von Mises wies darauf hin, dass laissez faire und laissez passer zusammengehören, dass man also die Forderung nach Gewerbefreiheit nicht von der Forderung nach der Öffnung der Grenzen trennen könne.

Mitte der 1960er Jahre radikalisierte sich das neoliberale Denken und der Neoliberalismus wandte sich wieder dem Laissez-faire zu. Je weniger Staat, desto besser der Markt, lautete das Credo der jüngeren Chicagoer Schule um Milton Friedman. Auch Friedrich August von Hayek forderte inzwischen, dass der „Wettbewerb als Entdeckungsverfahren“ durch keine staatliche Intervention gestört werden dürfe. Hayek ist der Ansicht, dass die Formel „Laissez-faire“ schon immer irreführend gewesen sei. 
„Der Liberalismus lehrt nicht, daß wir die Dinge sich selber überlassen sollen. Er beruht auf der Überzeugung, daß dort, wo ein echter Leistungswettbewerb möglich ist, diese Methode der Wirtschaftssteuerung jeder anderen überlegen ist. Er leugnet nicht, sondern legt sogar besonderen Nachdruck darauf, daß ein sorgfältig durchdachter Rahmen die Vorbedingung für ein ersprießliches Funktionieren der Konkurrenz ist und daß sowohl die jetzigen wie die früheren Rechtsnormen von Vollkommenheit weit entfernt sind.“

### Pädagogik
In der Pädagogik beziehungsweise in der Erziehung bedeutet „Laissez-faire“ eine von Kurt Lewin eingeführte Bezeichnung für einen Erziehungsstil, bei dem man das Kind sich selbst überlässt, es „(ungehindert) machen lässt“. Erziehung wird in diesem Stil als eine nicht angemessene Maßnahme gegenüber Kindern aufgefasst, dementsprechend unterbleiben zielgerichtete Erziehungsmaßnahmen. Diese Sicht wurde dann auch auf Führungsstile übertragen. Die Laissez-faire-Erziehung wird in der öffentlichen Diskussion oft als Synonym für  antiautoritäre Erziehung verwendet.

### Philosophie
Aus der chinesischen Philosophie kennt man das Prinzip des Nicht-Handelns oder „Tun ohne Tun“ (Wu wei), das vielfach im Daodejing des Laozi beschrieben als „Ideal des Weisen“ den Daoismus prägt. Nach Auffassung des Religionswissenschaftlers und Experten für östliche Philosophie Alan Watts sollte dieses Prinzip jedoch nicht mit Laissez-faire oder bloßer Passivität verwechselt werden, sondern bezieht sich auf zwangloses, freies Handeln, das sich natürliche Gesetzmäßigkeiten nutzbar macht. Eine ähnliche Denkweise kennen andere, auch westlich beeinflusste Lehren wie die Permakultur.